# Коморовські

Герб Корчак

Коморовські — шляхетські роди.

## Гербу Корчак
Найвідоміші Коморовські — гербу Корчак. Існувало кілька гілок цього роду. Родинне гніздо — Комарів (тоді Белзьке воєводство).

### Історія роду
Перші згадки про Коморовських можна знайти починаючи з XV ст.
1467 року Пйотр Коморовський отримав від польського короля Казимира IV Ягеллончика землі (латифундію) у Живцю. Живецькі землі отримав як компенсацію за те, що виступив проти угорського короля Матіяша Корвіна і допомагав Казимиру Ягеллончику. З 27 вересня 1469 року — отримав титул графа Ліптова і Орави від угорського короля Матіяша Корвіна. Після вимирання його лінії роду титул графа перейшов до брата Миколая. Останній нащадок Миколая — Якуб. Якуб Коморовський помер 1781 року. 1780 року повинен був отримати підтвердження графського титулу від короля Станіслава II Августа Понятовського.
Крім цієї згаслої гілки існують ще 2 родинні лінії Коморовських. 1803 року імператор Франц II Габсбург надав графський титул Іґнацію і Ципріану Коморовським. Вони та їхні діти були графами Королівства Галичини і Лодомерії. 1894 року був підтверджений графський титул литовських Коморовських, котрі належать до цієї гілки Коморовських. З литовських Коморовських походить і теперішній президент Польщі Броніслав Коморовський. Його батько Зиґмунт Леон Коморовський був нащадком Пйотра Яна Коморовського, одруженого з Феліцією Коморовською гербу Корчак.
Друга гілка Коморовських отримала підтвердження титулів в Королівстві Польському 1824 року та Російській імперії 1844 року.

#### Представники роду гербу Корчак
- Кристіан (?—1565) — каштелян сандецький;
- Кшиштоф (?—1583) — каштелян сандецький;
- Мотрона (Олена) Чаплинська — за однією з версій так насправді називалася друга дружина Богдана Хмельницького;
- Адам Іґнацій (1701–1759) — гнезненський архієпископ і примас Польщі з 1748 року;
- троє Коморовських були каштелянами у XVIII столітті, зокрема:
  - Ігнацій - холмський каштелян[1]
  - Юзеф Йоахім, син Ігнація[1]
- Тадеуш Бур-Коморовський (1895–1966) — польський генерал, під час Другої світової війни керував Армією Крайовою під прізвиськом «Бур» (пол. Bór), 1947—1949 годах — прем'єр-міністр Уряду Польщі у вигнанні;
- графиня Марія Яніна Майя (нар. 1937) — польська акторка;
- графиня Анна Марія (нар. 1946; по чоловіку — д'Удекем д'Акоз) — мати бельгійської спадкової принцеси Матильди;
- граф Броніслав Марія (нар. 1952) — Президент Польщі.
- Зоф'я з Коморова — дружина старости снятинського Міхала «Мужила» Бучацького (молодшого).[2]

## Коморовські гербуЦьолек
- Адам — підчаший новогрудський.
- Юзеф Й. — комендант залоги Львова, публіцист.[3]
- Еразм ?—1837) — генерал, отримав в Австрії графський титул у 1817 році.

## Коморовські інших гербів
- Коморовські гербу Доленга: Самуель (?—1659) — обозний литовський; Христофор (Кшиштоф) (?—1708) — берестейський воєвода.
- Коморовські гербу Роля — внесені в родовідні книги Віленської губернії.
- Коморовські гербу Остоя — внесені в родовідні книги Могилівської губернії.

## Цікаві факти
- З Коморова походить також рід Струсів, котрі теж належать до гербу Корчак. Представників цього роду називали «Струсь з Коморова».